# Alma Beltran
Alma Leonor Beltran (Cananea, 22 agosto 1919 – Northridge, 9 giugno 2007) è stata un'attrice statunitense.

## Filmografia parziale

### Cinema
- Mexicana, regia di Alfred Santell (1945)
- Jolanda e il re della samba (Yolanda and the Thief), regia di Vincente Minnelli (1945) - non accreditata
- Santiago, regia di Gordon Douglas (1956) - non accreditata
- Massacro ai grandi pozzi (Dragoon Wells Massacre), regia di Harold D. Schuster (1957)
- Due occhi di ghiaccio (Blue), regia di Silvio Narizzano (1968)
- Il divorzio è fatto per amare (The Marriage of a Young Stockbroker), regia di Lawrence Turman (1971)
- Chi ha ucciso Jenny? (They Only Kill Their Masters), regia di James Goldstone (1972)
- Perché un assassino (The Parallax View), regia di Alan J. Pakula (1974)
- Il maratoneta (Marathon Man), regia di John Schlesinger (1976)
- Un altro uomo, un'altra donna (Un autre homme, une autre chance), regia di Claude Lelouch (1977)
- Visite a domicilio (House Calls), regia di Howard Zieff (1978)
- Herbie sbarca in Messico (Herbie Goes Bananas), regia di Vincent McEveety (1980)
- Tracy e il signore del piano di sopra (Oh, God! Book II), regia di Gilbert Cates (1980)
- Angel Town, regia di Eric Karson (1990)
- Ghost - Fantasma (Ghost), regia di Jerry Zucker (1990)
- Night Fire, regia di Mike Sedan (1994)
- Mai dire sempre (Buying the Cow), regia di Walt Becker (2002)

### Televisione
- Royal Playhouse (Fireside Theatre) – serie TV, 4 episodi (1954-1955)
- Broken Arrow – serie TV, 2 episodi (1957)
- Sanford and Son – serie TV, 2 episodi (1973)
- Colombo (Columbo) – serie TV, 2 episodi (1974-1975)
- Sulle strade della California (Police Story) – serie TV, 2 episodi (1974-1978)
- I Jefferson (The Jeffersons) – serie TV, 2 episodi (1978-1979)
- Supercar (Knight Rider) – serie TV, 2 episodi (1982)
- Hill Street giorno e notte (Hill Street Blues) – serie TV, 3 episodi (1981-1984)
- La signora in giallo (Murder, She Wrote) – serie TV, episodio 1x14 (1985)
- Berrenger's – serie TV, 8 episodi (1985)
- Amore tra ladri (Love Among Thieves) – film TV (1987)
- Marshall - Caccia all'uomo (U.S. Marshals: Waco & Rhinehart) – film TV (1987)
- Il mostro di Los Angeles (Manhunt: Search for the Night Stalker) – film TV (1989)
- Qualcuno che lei conosceva (Someone She Knows) – film TV (1994)